# Damouzy
Damouzy település Franciaországban, Ardennes megyében. Lakosainak száma 428 fő (2022. január 1.). Damouzy Arreux, Belval, Bogny-sur-Meuse, Charleville-Mézières, Houldizy, Montcornet, Nouzonville, Sécheval, Tournes és Warcq községekkel határos.

## Népesség
A település népességének változása:
| Lakosok száma | 292  | 373  | 428  | 429  | 414  | 427  | 447  | 458  | 448  | 428  |
|               | 1968 | 1982 | 1990 | 2006 | 2013 | 2015 | 2017 | 2019 | 2020 | 2022 |